# Dương Thành (sinh năm 1964)
Dương Thành (tiếng Trung giản thể: 杨诚, bính âm Hán ngữ: Yáng Chéng, sinh tháng 12 năm 1964, người Hán) là tướng lĩnh Quân Giải phóng Nhân dân Trung Quốc. Ông là Trung tướng Quân Giải phóng Nhân dân, Ủy viên Ủy ban Trung ương Đảng Cộng sản Trung Quốc khóa XX, hiện là Thường vụ Khu ủy Khu tự trị Uyghur Tân Cương, Chính ủy Quân khu Tân Cương. Ông từng là Phó Chính ủy Lực lượng Cảnh sát Vũ trang Nhân dân; Chính ủy Tập đoàn quân 73.
Dương Thành là đảng viên Đảng Cộng sản Trung Quốc, có sự nghiệp quân ngũ xuất phát điểm từ Lan Châu, phục vụ ở đây 30 năm rồi tiếp tục công tác ở Tây Tạng, Hạ Môn, Tân Cương.

## Sự nghiệp
Dương Thành sinh vào tháng 12 năm 1964 tại chuyên khu Thiệu Dương, nay là địa cấp thị Thiệu Dương thuộc tỉnh Hồ Nam, Cộng hòa Nhân dân Trung Hoa. Ông lớn lên và tốt nghiệp sơ trung ở quê nhà Thiệu Dương, sau đó nhập ngũ Quân Giải phóng Nhân dân Trung Quốc năm 1980, thuộc Lục quân Quân Giải phóng Nhân dân Trung Quốc, phục vụ ở Quân khu Lan Châu. Ông công tác chủ ủy ở vị trí chính trị viên thời kỳ dài ở Cam Túc và kết nạp Đảng Cộng sản Trung Quốc ở đây, sau đó đến những năm 2010 thì được điều tới Tây Tạng, bổ nhiệm làm Chính ủy Phân Quân khu của địa khu Ngari giáp ranh Ấn Độ và Nepal. Đến tháng 3 năm 2014, ông được điều về Quân khu Lan Châu, nhậm chức Phó Bộ trưởng Bộ Liên lạc hậu cần của quân khu, rồi được phong quân hàm Thiếu tướng Lục quân vào tháng 7 cùng năm. Tháng 3 năm 2017, ông được phân về Hạ Môn, được bổ nhiệm làm Chính ủy Tập đoàn quân 73 chính thức vào ngày 18 tháng 4 khi tập đoàn quân này được tái cơ cấu thuộc Chiến khu Đông Bộ và Lục quân trên cơ sở Tập đoàn quân 31. Sang năm 2018, ông được điều làm đại diện cho Quân Giải phóng ứng cử và trúng cử Đại biểu Đại hội Đại biểu Nhân dân toàn quốc khóa XIII vào ngày 24 tháng 2.
Tháng 7 năm 2020, Dương Thành được điều trở lại trung ương, được bổ nhiệm làm Phó Chính ủy Lực lượng Cảnh sát Vũ trang Nhân dân, đồng thời thăng quân hàm Trung tướng. Sau đó gần nửa năm, đến tháng 12 năm này, ông được điều tới Tân Cương, nhậm chức Chính ủy Quân khu Tân Cương, rồi được bầu vào Ủy ban Thường vụ Khu ủy Khu tự trị Uyghur Tân Cương từ tháng 6 năm 2021. Giai đoạn đầu năm 2022, ông được bầu làm đại biểu tham gia Đại hội Đảng Cộng sản Trung Quốc lần thứ XX từ đoàn Quân Giải phóng và Vũ cảnh. Trong quá trình bầu cử tại đại hội, ông được bầu làm Ủy viên Ủy ban Trung ương Đảng Cộng sản Trung Quốc khóa XX.

## Lịch sử thụ phong quân hàm
| Quân hàm |             |             |  |  |  |  |  |  |  |  |  |
| Cấp bậc  | Thiếu tướng | Trung tướng |  |  |  |  |  |  |  |  |  |
|          |             |             |  |  |  |  |  |  |  |  |  |